# ミールプール・ハース駅
ミールプール・ハース駅（ミールプルハースえき、ウルドゥー語: میرپور خاص ریلوے اسٹیشن 、英語: Mirpur Khas railway station）はパキスタン・イスラム共和国（通称：パキスタン）シンド州ミールプール・ハース市の中央部にある、ハイデラバード-コクラパール支線の分岐駅である。
当駅には駅員が常駐しており、切符売場がある。

## 歴史
1965年以前は、ハイデラバード - コークラーパール間の鉄道路線はメーターゲージであり、ミールプル・ハース駅はミールプル・ハース - ナワーブシャー間の鉄道路線との分岐点であった。
1965年に、ハイデラバード - ミールプル・ハース間の鉄道区間が広軌へと改軌され、コークラーパールとムナバオを経由する、パキスタン - インド間の鉄道連絡が閉鎖された。
2006年に、ミールプール・ハース - ナワーブシャー間の列車サービスが廃止された。
2006年2月に、ミールプール・ハース - コークラーパール間のメーターゲージ鉄道路線が広軌へと改軌され、コークラーパールとムナバオを経由する、パキスタン - インド間の鉄道連絡が復旧している。

## 列車ルート
ミールプール・ハースからのルートでは、カラチ、ハイデラバード、コトリ、タンド・アラ・ヤール、チョール、Pithoro、Landhi、Tajpur Nasarpur Road、コークラーパールおよびTando Jamを連絡している。

### ミールプール・ハースからの列車サービス
| 列車名                  | 列車コード     | 停車駅                                                                                                   |
| ----------------------- | -------------- | --- |
| Express                 | 305 UP, 306 DN | ミールプル・ハース, タンド・アラ・ヤール, Rashidabad, Tajpur Nasarpur Road, Tando Jam, ハイデラバード    |
| Hyderabad Express       | 163 UP, 164 DN | ミールプル・ハース, タンド・アラ・ヤール, Tajpur Nasarpur Road, ハイデラバード                           |
| Kotri Express           | 153 UP, 154 DN | ミールプル・ハース, タンド・アラ・ヤール, Tajpur Nasarpur Road, ハイデラバード, コトリ                   |
| Mehran Express （休止） | 149 UP, 150 DN | チョール, Pithoro, ミールプル・ハース, タンド・アラ・ヤール, ハイデラバード, Landhi, Drigh Road, Karachi |
| Mirpur Khas Express     | 159 UP, 160 DN | ミールプル・ハース, タンド・アラ・ヤール, Tajpur Nasarpur Road, ハイデラバード                           |
| Marvi Passenger         | 335 UP, 336 DN | ミールプル・ハース, Pithoro, Dhoro Naro, Hasisar, チョール, Vasar Bah, コークラーパール                  |
| Saman Sarkar Express    | 155 UP, 156 DN | ミールプル・ハース, タンド・アラ・ヤール, Tajpur Nasarpur Road, ハイデラバード                           |